# زینب بنت خزیمه
زینب دختر خُزَیمَه بن حارث (عربی: زينب بنت خزيمة بن حارث، زادهٔ ۴ ه‍. ق/۵۹۵ م)، ملقب به (به عربی: ام‌المساكين) پنجمین همسر محمد پیامبر اسلام بود.
در نتیجه مرگ زودرس وی، در مورد او نسبت به سایر همسران محمد شناخت کمتری وجود دارد.

## لقب
زینب بنت خزیمه را به سبب عطوفت و مهربانی با درماندگان و مستمندان، امّ المساکین (مادر مستمندان) لقب دادند. او در روزگار جاهلی نیز به همین لقب مشهور بوده است.